# Laurie Frink
Laurie Frink (* 8. August 1951 in Pender, Nebraska; † 13. Juli 2013) war eine US-amerikanische Musikerin (Trompete, Flügelhorn) und Musikpädagogin, die im Bereich der Klassik und des Jazz hervorgetreten ist.

## Leben
Frink, die von ihrer Mutter zum Klavierunterricht gezwungen wurde, wechselte zum Flügelhorn, um in der Schulband mitwirken zu können. Sie studierte Musikerziehung an der University of Nebraska, weil die Hochschule ein Studium als Instrumentalistin für Frauen nicht erlaubte. Sie trat auf dem Aspen Music Festival auf, um sich 1971 dafür zu entscheiden, ihre Ausbildung in New York City bei Jimmy Maxwell und Carmine Caruso fortzusetzen. Zunächst arbeitete sie als Theatermusikerin in verschiedenen Broadwayshows und Brass-Ensembles, wie dem Manhattan Brass Quintet, dem Saturday Brass Quintet und dem Gramercy Park Brass. Seit dem Ende der 1970er Jahre spielte sie in den Bigbands von Gerry Mulligan, Benny Goodman (1986), Mel Lewis, Bob Mintzer, Maria Schneider, Andrew Hill, Dave Liebman, Kit McClure und Kenny Wheeler. Daneben arbeitete sie in der Frauenband Latin Fever von Rita Harlow. Im Bereich des Jazz war sie zwischen 1980 und 2011 an 69 Aufnahmesessions beteiligt; außer den Genannten auch bei Darcy James Argue, Satoko Fujii, John Hollenbeck, T. S. Monk und Ryan Truesdells Gil-Evans-Projekt Centennial – Newly Discovered Works of Gil Evans sowie außerhalb des Jazz bei David Bowie und den Talking Heads (Naked).
Sie unterrichtete nach der Carmine-Caruso-Methode seit 2002 an der Manhattan School of Music, ferner lehrte sie an der New School for Social Research, SUNY Purchase, SUNY Stony Brook, New York University, Westchester Conservatory, Harbor Junior High School for Performing Arts und im Mile High Jazz Camp. Zu ihren Schülern gehört u. a. Ingrid Jensen.